# Ralinger Röder
Das Naturschutzgebiet Ralinger Röder liegt auf dem Gebiet der Ortsgemeinde Ralingen im Landkreis Trier-Saarburg in Rheinland-Pfalz südwestlich des Ralinger Ortsteils Olk. Am westlichen Rand des Gebietes verläuft die B 418, westlich fließt die Sauer und verläuft die Staatsgrenze zu Luxemburg. Am nördlichen Rand des Gebietes fließt der Olker Bach, nördlich schließt sich direkt das 48 ha große Naturschutzgebiet Rechberg bei Olk an und verläuft die Landesstraße L 42.

## Bedeutung
Das 96,6 ha große Gebiet wurde im Jahr 1986 unter der Kennung 7235-099 unter Naturschutz gestellt. Es umfasst artenreiche Laub-, Mischwald- und Gebüsch-Formationen an den Hängen des Sauertales, insbesondere des Eichen-Elsbeeren-Waldes und des Orchideen-Kalk-Buchenwaldes. Schutzzweck ist die Erhaltung dieses Gebietes.